# Бернштейн, Шломо
Бернштейн Шломо (11 февраля 1886, Узда, Минской губернии — 1968, Тель-Авив) — израильский художник-портретист.

## Биография
Родился в местечке Узда. Получил традиционное еврейское образование. Учился в Мирской иешиве, и только достигнув 18 лет отец разрешил ему обучаться живописи. В течение пяти лет учился в художественной школе Вильно, затем четыре года — в Одесском художественном училище (среди его учителей был К. К. Костанди).
После Первой мировой войны отправился на учёбу в Национальную высшую школу изящных искусств в Париже, затем продолжил своё обучение у Ж.Лефевра в Академии Жюлиана.
В 1919 году эмигрировал в Палестину. Преподавал некоторое время в «Бецалель», позже — в педагогическом колледже «Мизрахи». Был среди основателей Союза еврейских художников.